# Abierto de San Diego (golf)
El Abierto de San Diego es un torneo masculino de golf que se disputa desde 1952 en la ciudad de San Diego (Estados Unidos). Se juega en enero como parte del PGA Tour, y tiene una bolsa de premios de 6,1 millones de dólares, de los que el ganador se lleva 1,1 millones.
En las décadas de 1950 y 1960, el Abierto de San Diego se jugó principalmente en el Mission Valley Country Club (luego Stardust Country Club). A partir de 1968, tiene lugar en el  Torrey Pines Golf Course del barrio de La Jolla. El club cuenta con dos campos, por lo que los jugadores alternan entre ellos los dos primeros días del torneo.
Desde 1999, el Abierto de San Diego se emite en Estados Unidos por la cadena de televisión CBS.

## Ganadores
Tiger Woods ha dominado el torneo durante toda su carrera, logrando siete triunfos. El sandieguino Phil Mickelson le sigue con tres victorias, y seis golfistas ganaron dos veces, entre ellos Arnold Palmer, Tom Watson y Jason Day.
| Año  | Golfista            |
| ---- | ------------------- |
| 1952 | Ted Kroll           |
| 1953 | Tommy Bolt          |
| 1954 | Gene Littler (a)    |
| 1955 | Tommy Bolt (2)      |
| 1956 | Bob Rosburg         |
| 1957 | Arnold Palmer       |
| 1958 | No se disputó       |
| 1959 | Marty Furgol        |
| 1960 | Mike Souchak        |
| 1961 | Arnold Palmer (2)   |
| 1962 | Tommy Jacobs        |
| 1963 | Gary Player         |
| 1964 | Art Wall Jr.        |
| 1965 | Wes Ellis           |
| 1966 | Billy Casper        |
| 1967 | Bob Goalby          |
| 1968 | Tom Weiskopf        |
| 1969 | Jack Nicklaus       |
| 1970 | Pete Brown          |
| 1971 | George Archer       |
| 1972 | Paul Harney         |
| 1973 | Bob Dickson         |
| 1974 | Bobby Nichols       |
| 1975 | J. C. Snead         |
| 1976 | J. C. Snead (2)     |
| 1977 | Tom Watson          |
| 1978 | Jay Haas            |
| 1979 | Fuzzy Zoeller       |
| 1980 | Tom Watson (2)      |
| 1981 | Bruce Lietzke       |
| 1982 | Johnny Miller       |
| 1983 | Gary Hallberg       |
| 1984 | Gary Koch           |
| 1985 | Woody Blackburn     |
| 1986 | Bob Tway            |
| 1987 | George Burns        |
| 1988 | Steve Pate          |
| 1989 | Greg Twiggs         |
| 1990 | Dan Forsman         |
| 1991 | Jay Don Blake       |
| 1992 | Steve Pate (2)      |
| 1993 | Phil Mickelson      |
| 1994 | Craig Stadler       |
| 1995 | Peter Jacobsen      |
| 1996 | Davis Love III      |
| 1997 | Mark O'Meara        |
| 1998 | Scott Simpson       |
| 1999 | Tiger Woods         |
| 2000 | Phil Mickelson (2)  |
| 2001 | Phil Mickelson (3)  |
| 2002 | José María Olazábal |
| 2003 | Tiger Woods (2)     |
| 2004 | John Daly           |
| 2005 | Tiger Woods (3)     |
| 2006 | Tiger Woods (4)     |
| 2007 | Tiger Woods (5)     |
| 2008 | Tiger Woods (6)     |
| 2009 | Nick Watney         |
| 2010 | Ben Crane           |
| 2011 | Bubba Watson        |
| 2012 | Brandt Snedeker     |
| 2013 | Tiger Woods (7)     |
| 2014 | Scott Stallings     |
| 2015 | Jason Day           |
| 2016 | Brandt Snedeker (2) |
| 2017 | Jon Rahm            |
| 2018 | Jason Day (2)       |
| 2019 | Justin Rose         |
| 2020 | Marc Leishman       |
| 2021 | Patrick Reed        |
| 2022 | Luke List           |
| 2023 | Max Homa            |